# Valentin Demyanenko
Pour les articles homonymes, voir Demyanenko.
Valentin Demyanenko est un céiste ukrainien puis azerbaïdjanais né le 23 octobre 1983 à Tcherkassy. Il a remporté pour l'Azerbaïdjan la médaille d'argent en C1 200 mètres aux Jeux olympiques d'été de 2016 à Rio de Janeiro.